# Sophora songorica
Sophora songorica är en ärtväxtart som beskrevs av Alexander Gustav von Schrenk. Sophora songorica ingår i släktet soforor, och familjen ärtväxter. Inga underarter finns listade i Catalogue of Life.